# Il fuggitivo (serie televisiva)
Il fuggitivo (The Fugitive) è una serie televisiva statunitense di genere poliziesco trasmessa originariamente sul canale CBS nel 2000, creata da Roy Huggins e durata una sola stagione. La serie il remake della precedente serie Il fuggiasco del 1963,  dalla quale è stato tratto anche il film con protagonista Harrison Ford Il fuggitivo nel 1993.

## Episodi
| Stagione       | Episodi | Prima TV originale | Prima TV Italia |
| -------------- | ------- | ------------------ | --------------- |
| Prima stagione | 22      | 2000-2001          | 2001-2002       |

## Personaggi e interpreti
- Richard Kimble, interpretato da Tim Daly, doppiato in italiano da Fabrizio Pucci.
- Philip Gerard, interpretato da Mykelti Williamson, doppiato in italiano da Eugenio Marinelli.
- Fred Johnson, interpretato da Stephen Lang.

## Produzione
Tim Daly riprende il ruolo del dottor Richard Kimble, interpretato da David Janssen nella serie degli anni sessanta Il fuggiasco'' e da Harrison Ford nel film Il fuggitivo.

## Distribuzione
Il fuggitivo è stato trasmesso originariamente negli Stati Uniti su CBS dal 6 ottobre 2000 al 25 maggio 2001 per una sola stagione composta da ventidue episodi, che però termina lasciando aperta una serie di interrogativi e un cliffhanger non risolto. La serie è stata infatti cancellata a causa dei bassi ascolti, provocati anche dalla concorrenza di altre serie televisive trasmesse negli stessi orari, non riuscendo così a decollare nonostante avesse ricevuto un giudizio positivo da parte del pubblico a livello internazionale.
In Italia andò in onda per la prima volta su Rete 4, dal 12 dicembre 2001 al 13 febbraio 2002. È stata poi replicata su altre reti nel corso degli anni successivi, tra cui Italia 1 in chiaro e Duel TV su satellite.